# Polonez (magazyn)
Polonez. Magazyn polonijny – pismo polonijne ukazujące się od 1995 roku z myślą o Polakach i Polonii egipskiej. Od 1996 roku pismo jest redagowane przez Małgorzatę Malewską-Malek, najpierw jako organ Związku Rodzin Polsko-Egipskich, a potem wydawane nakładem Wydziału Konsularnego Ambasady Polskiej w Kairze. Pismo porusza tematykę społeczną, kulturalną, religijną, polityczną i towarzyską. .